# Djamindjung
Djamindjung är ett australiskt språk som talades av 30 personer år 1991. Djamindjung talas i Nordterritoriet. Djamindjung tillhör den djamindjunganska språkfamiljen.